# Witwangbospatrijs
De witwangbospatrijs (Arborophila atrogularis) is een vogel uit de familie fazantachtigen (Phasianidae). De wetenschappelijke naam van de soort is voor het eerst geldig gepubliceerd in 1850 door Blyth.

## Voorkomen
De soort komt voor in het noordoosten van India en Myanmar.

## Beschermingsstatus
Op de Rode Lijst van de IUCN heeft de soort de status niet bedreigd.